# Nikolái Spiniov
Nikolái Nikoláyevich Spiniov –en ruso, Николай Николаевич Спинёв– (Rostov del Don, URSS, 30 de mayo de 1974) es un deportista ruso que compitió en remo.
Participó en tres Juegos Olímpicos de Verano, obteniendo una medalla de oro en Atenas 2004, en la prueba de cuatro scull, el octavo lugar en Atlanta 1996 y el séptimo en Pekín 2008, en la misma prueba.

## Palmarés internacional
| Juegos Olímpicos | Juegos Olímpicos | Juegos Olímpicos | Juegos Olímpicos |
| Año              | Lugar            | Medalla          | Prueba           |
| ---------------- | ---------------- | ---------------- | ---------------- |
| 2004             | Atenas (Grecia)  | Medalla de oro   | Cuatro scull     |